# Georg Stanford Brown
Georg Stanford Brown est un acteur, producteur et réalisateur américain né le 24 juin 1943 à Cuba, Havane.

Il est principalement connu dans le monde pour son rôle du policier Terry Webster dans la série The Rookies mais aussi de Tom Harvey dans la série culte Racines.

## Biographie
Georg est âgé de sept ans quand sa famille émigre aux États-Unis et qu'ils s'installent à Harlem. À 15 ans, il devient le leader du groupe The Parthenons qui se sépare après une première apparition à la télévision. Il quitte le lycée à l'âge de 16 ans puis part s'installer à Los Angeles à 17 ans. Après quelques années d'incertitude sur son futur, il décide de retourner sur les bancs de l'école. Il passe l'examen d'entrée à l'université du Los Angeles City College et est admis. Il passe son diplôme en Arts. Il retourne à New York au American Musical and Dramatic Academy. Afin de payer ses cours, il travaille comme concierge au sein de l'établissement. Il y rencontrera sa future femme Tyne Daly et ils étudieront ensemble sous la supervision du dramaturge Philip Burton, le mentor de l'acteur Richard Burton. Ils resteront mariés de 1966 à 1990 et auront trois filles.
Il commence très vite sa carrière six mois après avoir fini ses cours au festival shakespearien de Central Park puis c'est un premier rôle aux côtés d'Elizabeth Taylor et de Richard Burton dans le film The Comedians. Il part ensuite pour une durée de quatre mois et demi en Afrique puis en France. Le destin lui fait d'ailleurs rencontrer l'écrivain Alex Haley qui prépare un roman qui deviendra le célèbre Racines. Des années plus tard, il incarnera l'un des rôles les plus marquants de sa carrière dans cette série.

## Filmographie

### Acteur

#### Cinéma
- 1966 : Comment voler un million de dollars (How to Steal a Million) de William Wyler : Serveur
- 1967 : Les Comédiens (The Comedians) de Peter Glenville : Henri Philipot
- 1968 : Dayton's Devils de Jack Shea : Theon Gibson
- 1968 : Bullitt de Peter Yates : Docteur Willard
- 1970 : Le Cerveau d'acier (Colossus: The Forbin Project) de Joseph Sargent : Docteur John F. Fisher
- 1972 : Wild in the Sky (en) de William T. Naud (en) : Lynch
- 1972 : The Man (en) de Joseph Sargent : Robert Wheeler
- 1980 : Faut s'faire la malle (Stir Crazy) de Sidney Poitier : Rory Schultebrand
- 1991 : House Party 2 (en) de George Jackson (en) et Doug McHenry (en) : Professeur Sinclair
- 1998 : Ava's Magical Adventure de Patrick Dempsey et Rockey Parker : Clayton "Clay"
- 2003 : Dreaming of Julia (en) de Juan Gerard : Black Bum
- 2015 : Madea's Tough Love (en) de Frank Marino : L'homme mystère

#### Télévision

##### Téléfilms
- 1970 : Ritual of Evil (en) de Robert Day : Larry Richmond
- 1976 : Dawn: Portrait of a Teenage Runaway (en) de Randal Kleiser : Donald Umber
- 1980 : The Night the City Screamed de Harry Falk : Charles Neville
- 1982 : Un vrai petit ange (The Kid With the Broken Halo) de Leslie H. Martinson : Rudy Desautel
- 1983 : In Defense of Kids de Gene Reynolds : Ben Humphries
- 1984 : The Jesse Owens Story (en) de Richard Irving : Lew Gilbert
- 1988 : Un quartier d'enfer (Alone in the Neon Jungle) de Georg Stanford Brown : Sergent Clevon Jackson
- 1992 : Murder Without Motive: The Edmund Perry Story de Kevin Hooks : Darwin Tolliver
- 2005 : Roman noir : Injection mortelle (Mystery Woman: Vision of a Murder) de Kellie Martin : Toby
- 2005 : La Force des mots (The Reading Room) de Georg Stanford Brown : Rahim

##### Séries télévisées
- 1967 : Dragnet 1967 (en) : Billy Jones
- 1968 : Judd for the Defense (en) : Harry Crews
- 1968 : Opération vol (It Takes a Thief) : Bates
- 1968 : Sur la piste du crime (The F.B.I.) : George Kern
- 1969 : The Young Lawyers (en) : Ted Robinson
- 1969 : Julia : Adam Spencer
- 1969-1970 : The Bold Ones: The Lawyers : Kenneth Miller / Richie Morris
- 1969-1971 : Mannix : Sam Thomas / Brad Turner
- 1970-1972 : Médecins d'aujourd'hui (Medical Center) : Docteur Roy James
- 1970 : Cent filles à marier (Here Come the Brides) : Odie Brown
- 1970 : The Bold Ones: The New Doctors : Bakumba
- 1970 : Les Règles du jeu (The Name of the Game) : Kajid
- 1972-1976 : The Rookies : Terry Webster
- 1972 : Norman Corwin Presents (en) : rôle sans nom
- 1972 : Room 222 : Jerry
- 1972 : Mission impossible : Luke Jenkins
- 1977 : Racines (Roots) : Tom Harvey
- 1979 : Racines : la nouvelle génération (Roots the Next Generation) : Tom Harvey
- 1979 : Paris (en) : Donald Holmes
- 1982 : Police Squad : policier sous le coffre-fort
- 1984 : Cagney et Lacey : Assistant du procureur Burke
- 1985 : Nord et Sud : Garrison Grady
- 1987-1989 : Matlock : Juge Stuart Franklin / Major Jeffrey Hamilton
- 1990 : La loi est la loi (Jake and the Fatman) : Lee Preston
- 1995 : Martin : Révérend Watson
- 1997 : Malcolm & Eddie (en) : Monsieur Bellamy
- 1997-1998 : Nom de code : TKR (TKR) : Général William Simonson
- 1998-2000 : Linc's (en) : Johnnie B. Goode
- 2000 : Associées pour la loi (Family Law) : Révérend Perry
- 2000 : Freedom (en) : Walter Young
- 2001 : Washington Police (The District) : Preston Kembridge
- 2002 : La Vie avant tout (Strong Medicine) : Amiral Thomas Carter
- 2003 : The Lyon's Den (en) : Juge Ed Rossi
- 2004 : Nip/Tuck : James Sutherland
- 2005 : Amy (Judging Amy) : Détective Sanders

### Réalisateur
- 1975-1976 : The Rookies (4 épisodes)
- 1977 : Starsky et Hutch (3 épisodes)
- 1977-1979 : Drôles de dames (Charlie's Angels) (8 épisodes)
- 1978 : Family (1 épisode)
- 1978 : Lucan (en) (1 épisode)
- 1978 : L'Île fantastique (Fantasy Island) (1 épisode)
- 1979 : Racines : La nouvelle génération (Roots : The Next Generation) (1 épisode)
- 1979 : Paris (en) (1 épisode)
- 1980 : Timide et sans complexe (Tenspeed and Brown Shoe) (1 épisode)
- 1981 : Lou Grant (1 épisode)
- 1981 : Palmerstown, U.S.A. (en) (1 épisode)
- 1981-1986 : Capitaine Furillo (Hill Street Blues) (7 épisodes)
- 1981 : Gambling's White Tiger (téléfilm)
- 1981 : Ralph Super-héros (The Greatest American Hero) (1 épisode)
- 1982 : Police Squad (Police Squad!) (1 épisode)
- 1982-1986 : Cagney et Lacey (Cagney & Lacey) (5 épisodes)
- 1983 : Fame (1 épisode)
- 1983 : Trauma Center (1 épisode)
- 1983 : The Mississippi (en) (1 épisode)
- 1984 : Le Juge et le Pilote (Hardcastle and McCormick) (1 épisode)
- 1984 : L'Homme qui tombe à pic (The Fall Guy) (1 épisode)
- 1984 : Call to Glory (en) (1 épisode)
- 1984 : Magnum (Magnum P.I.) (2 épisodes)
- 1984-1986 : Dynastie (Dynasty) (4 épisodes)
- 1984-1985 : Deux Flics à Miami (Miami Vice) (2 épisodes)
- 1985 : Finder of Lost Loves (en) (1 épisode)
- 1985 : Hôtel (1 épisode)
- 1985 : The Paper Chase (en) (1 épisode)
- 1986 : Miracle of the Heart: A Boys Town Story (téléfilm)
- 1986 : Tough Cookies (en) (1 épisode)
- 1987 : Vietnam War Stories (1 épisode)
- 1987 : Kids Like These (téléfilm)
- 1988 : Un quartier d'enfer (Alone in the Neon Jungle) (téléfilm)
- 1989 : Stuck with Each Other (téléfilm)
- 1992 : Garwood, prisonnier de guerre (The Last P.O.W.? The Bobby Garwood Story) (téléfilm)
- 1993 : Les rues de Los Angeles (Father & Son: Dangerous Relations) (téléfilm)
- 1996 : Viper (1 épisode)
- 1999 : Linc's (1 épisode)
- 2000 : The Brothers Garcia (1 épisode)
- 2004 : Une leçon de courage (en) (The Long Shot) (téléfilm)
- 2004 : Trois filles, trois mariages, un tour du monde ! (Wedding Daze) (téléfilm)
- 2004] : Le Fantôme de Noël (Angel in the Family) (téléfilm)
- 2005 : Roman noir : Photos de famille (Mystery Woman: Snapshot) (téléfilm)
- 2005 : La Force des mots (The Reading Room) (téléfilm)

### Producteur
- 1987 : Vietnam War Stories (3 épisodes)
- 1987 : Kids Like These (téléfilm)
- 1989 : Stuck with Each Other (téléfilm)
- 2004 : Une leçon de courage (en) (The Long Shot) (téléfilm)

## Récompenses
- 1986 : Emmy Awards : Emmy Award de la meilleure réalisation pour Cagney et Lacey
- 2006 : Character and Morality in Entertainment Awards : CAMIE Award pour le téléfilm La Force des mots (The Reading Room)
- 2007 : TV Land Awards : Anniversary Award pour les 30 ans de Racines